# بی اند ای (تگزاس)
بی اند ای (به انگلیسی: B and E) یک منطقهٔ مسکونی در ایالات متحده آمریکا است که در تگزاس واقع شده‌است. بی اند ای ۵۱۸ نفر جمعیت دارد.